# Abertura óptica
Em óptica uma abertura é algo que restringe o diâmetro da trajetória da luz que atravessa um plano num sistema óptico. Isto pode ser a borda de uma lente ou espelho, ou um anel ou outro acessório que mantém um elemento óptico no sítio, ou pode ainda ser um elemento especial colocado deliberadamente na trajectória óptica para limitar a luz admitida pelo sistema. O stop da abertura é a abertura que restringe o diâmetro do cone ou cilindro de luz que pode entrar e passar pelo sistema. O diâmetro do stop da abertura é às vezes referido apenas como a abertura do sistema, especialmente quando se fala de câmeras e telescópios. A magnificação e demagnificação através de lentes e outros elementos podem fazer com que a abertura de um sistema seja relativamente grande.

## Aplicação
O stop de abertura é um elemento extremamente importante na maior parte dos sistemas ópticos. A sua função mais óbvia é reduzir a quantidade de luz que pode chegar ao plano de imagem de modo a prevenir a saturação de um detector ou causar a sobre-exposição de uma película. Contudo, a abertura tem muitas outras funções:
- O tamanho da abertura determina a profundidade de campo do sistema. Aberturas menores produzem maiores profundidades de campo, permitindo que objectos separados por grandes distâncias estejam focados ao mesmo tempo.
- A abertura limita o efeito de aberrações ópticas. Se a abertura for muito grande a imagem ficará distorcida. Sistemas ópticos mais sofisticados conseguem mitigar o efeito das aberrações, permitindo a utilização de aberturas maiores e por conseguinte a captura de maior quantidade de luz.
- A abertura determina o campo de visão (field of view) do sistema.
- A abertura determina como ficará a vinhetagem. Aberturas maiores fazem com que a intensidade luminosa que chega à película ou detector seja menor quanto mais perto dos limites da imagem.

A pupila do olho é a sua abertura. A refracção na córnea faz com que a abertura efetiva (a pupila de entrada) difira ligeiramente do diâmetro físico da pupila. A pupila de entrada tem tipicamente cerca de 4 mm de diâmetro, apesar de poder ir de 2 mm (f/8,3) num lugar bastante claro até 8 mm (f/2,1) no escuro.

### Explicação simplificada para uso em termos práticos (fotograficamente)
O F é uma designação para a abertura. E o que é a abertura?
A abertura é algo simples, como o próprio nome indica, é a abertura da íris(ou diafragma), íris esta que quanto mais aberta estiver, maior é a "quantidade" de luz que entra na máquina.
Ou seja:
Quanto maior a abertura → menor valor da base da divisão F/x → mais luz entra → menos tempo de exposição que é necessário para que a foto fique bem exposta → menor a probabilidade da foto ficar tremida.
Quanto menor a abertura → maior valor da base da divisão F/x → menos luz entra → mais tempo de exposição é preciso para que a foto fique bem exposta → mais facilmente a foto fica tremida.
A abertura faz variar a profundidade de campo, isto é, aquelas fotos em que vemos por exemplo, um retrato de uma pessoa com fundo completamente desfocado, enquanto que o rosto da pessoa está perfeitamente no foco, tem muito pouca profundidade de campo.

## Na fotografia
A abertura de uma objectiva fotográfica pode ser ajustada para controlar a quantidade de luz que chega à película fotosensível ou ao sensor digital (CCD — Dispositivo de Acoplamento de Carga ou CMOS — Sensor Semicondutor Complementar de Óxido Metálico). Em combinação com variações na velocidade de obturador e sensibilidade da película, o valor da abertura vai regular o nível de exposição (fotografia) à luz. Assim, quanto mais rápida for a velocidade de obturador maior será a abertura necessária para garantir luz suficiente. Inversamente, quando mais baixa for a velocidade de obturador menor terá que ser o tamanho da abertura para evitar a sobre-exposição.
Um dispositivo chamado diafragma controla a abertura. Pode-se considerar o funcionamento do diafragma como semelhante ao da pupila do olho — controla o diâmetro efectivo da abertura da objectiva. Ao reduzir-se o tamanho da abertura aumenta-se a profundidade de campo. Este efeito descreve até que ponto objectos que estão mais ou menos perto do plano de foco aparentam estar nítidos. Regra geral, quanto menor for a abertura (maior o valor), maior é a distância do plano de foco a que os objectos podem estar enquanto permanecem nítidos.

Diafragma de aberturas decrescentes f-stop

A abertura é usualmente medida em números f. Uma objetiva tem um conjunto de "f-stop" que representam o dobro na quantidade de luz que passa através da abertura. Uma "parada-f" menor representa uma abertura maior que permite que mais luz alcance o filme. Uma objetiva padrão vai ter números "f-stop" que vão de f/16 (pequena abertura) a f/2 (grande abertura). Lentes profissionais podem ter "f-stop" tão pequenas quanto f/1,0 (abertura muito grande). Estas são conhecidas como lentes rápidas porque permitem que muito mais luz atinjam o filme e consequentemente reduzem o tempo requerido para exposição. Lentes principais de grande abertura (lentes que têm uma distância focal fixa) são favoritas especialmente dos fotojornalistas que frequentemente trabalham em luz escassa, não tem como introduzir luz suplementar e captam eventos rápidos.
Lentes zoom tipicamente vão de f/2,8 a f/6,3. Uma lente zoom muito rápida vai ser constantemente f/2,8; o que quer dizer que a abertura permanecerá a mesma dentro dos limites do zoom. Um zoom normal vai ser uma constante f/4 e um zoom comercial tipicamente vai ter um diafrágma variável, normalmente sendo algo ao longo das linhas de f/4,5 até f/5,6, ou mesmo f/4,5 à f/6,3 (raro). Há poucas exceções para esta regra, uma vez que hiperzooms de alta qualidade frequentemente têm aberturas tão lentas quanto f/5,6 em todo o limite de zoom. Este é o caso da maioria das lentes quem tem mais de 4x o limite de zoom, como a 100–400 mm f/5,6.
A razão pela qual zooms comerciais tem uma abertura variada é que o número f é proporcional à razão do comprimento focal pelo diâmetro da abertura do diafragma. Isto quer dizer que se você tem lentes 75–300 mm, um diafragma de abertura fisicamente maior será mais necessário em lentes 300 mm do que em lentes de 75 mm, para manter o mesmo número f. Quanto mais a distância focal aumenta, maior será a necessidade de luz, para compensar o fato de que a luz de um campo menor de visão está sendo espalhada pela mesma área do filme ou detector.

### Aberturas máximas e mínimas
As especificações para uma determinada lente devem incluir as aberturas máxima e mínima. Estas se referem aos números F máximos e mínimos nos quais as lentes podem ser ajustadas para que atinjam, respectivamente, a mínima e a máxima entrada de luz. Por exemplo, as lentes Canon EF 70-200mm têm uma abertura máxima de f/2.8 e mínima de f/32. Isto deve parecer contra-intuitivo uma vez que a abertura máxima tem o número menor enquanto a abertura mínima tem um número maior, mas faz sentido uma vez que o número menor corresponde à maior abertura física. Isto pode ser memorizado se pensarmos nos números f como frações e nos lembrarmos que 1/2,8 é maior que 1/32.
Deve-se notar que a abertura máxima tende a ser de maior interesse (facilita que se tire fotos sob condicões de luz escassa porque as lentes deixam entrar mais luz através do filme ou CCD/CMOS) e isto usualmente mencionado na descrição da lente (por exemplo, 100-400mm f/5,6; 70-200mm f/2,8).
A abertura mínima é útil para fotos em intervalos de tempo, tiradas em filme (ela coloca um limite superior no tempo de exposição para uma determinada condição de luz) e um campo de profundidade máxima.